# Bruntje
Le Bruntje est un ancien canot de sauvetage de mer de la Deutsche Gesellschaft zur Rettung Schiffbrüchiger (littéralement, société allemande de sauvetage des naufragés, abrégée DGzRS) construit en 1972 au chantier naval Evers de Niendorf, en Basse-Saxe.

## Historique
Le canot de sauvetage était équipé de systèmes radio, d'un échosondeur, d'un GPS, d'une pompe de cale externe et d'un port de sauvetage. Comme tous les bateaux de la classe 7 m, le bateau ne disposait pas de radar.
À partir du 14 juillet 1972, Heiligenhafen est la première station du Bruntje. À partir d'octobre 1975, le bateau a été utilisé à Burgtiefe sur l'île de Fehmarn jusqu'à ce qu'il soit transféré à Puttgarden le 1er juin 1986. En février 1990, il a été remis au service de secours de la République démocratique allemande (DDR) et transféré à son emplacement final à Freest et a pris le nom de Mövenort pour la Seenotrettungsdienstes DDR. Le 19 novembre 1992, il rejoint l'Allemagne réunifiée et prend le nom de Trientje mais sans affectation.
La DGzRS a ensuite vendu le bateau au service de sauvetage en mer des Antilles néerlandaises, où il fut en service sous le nom de Citro 2 (d'après le nom de l'organisation locale de sauvetage Citizens Rescue Organization) jusqu'en 2003. Le bateau est rentré en Europe par bateau au début de 2004 pour être exposé au Nationaal Reddingmuseum Dorus Rijkers à Le Helder aux Pays-Bas. 

### Préservation
En novembre 2005, le bateau a été vendu à un citoyen allemand et il reprend ses couleurs d'origine. Le 24 août 2007, le Bruntje a été officiellement rebaptisé au Musée maritime de Haren (Ems)  et peut être vu là-bas.